# Flatosaria stali
Flatosaria stali är en insektsart som först beskrevs av Gustaf Emanuel Haglund 1899.  Flatosaria stali ingår i släktet Flatosaria och familjen Flatidae. Inga underarter finns listade i Catalogue of Life.